# Acacia kosiensis
Acacia kosiensis é uma espécie de leguminosa do gênero Acacia, pertencente à família Fabaceae.